# Ulica Szczebrzeska w Zamościu
Ulica Szczebrzeska – jedna z głównych i najruchliwszych ulic Zamościa, niemal na całej długości dwujezdniowa z rozdzielającym pasem zieleni, poza odcinkiem jednojezdniowym od Starego Miasta do mostu na Łabuńce.

## Historia
Ulica ta zapewne pojawiła się wraz z powstaniem Zamościa w 1580 roku. Była ulicą wylotową do pobliskiego miasta Szczebrzeszyn z ówczesnej Twierdzy Zamość. Po jej likwidacji w 1866 roku, została ona połączona z jedną z głównych ulic Starego Miasta, tj. ul. Akademicką. W XX wieku ulica ta stanowiła początkowo fragment drogi powiatowej, następnie wojewódzkiej (DW858), a obecnie drogi krajowej 74.

### Nazwa
Poprawnie ulica ta powinna się nazywać ul. Szczebrzeszyńską, jednak została ona nazwana ul. Szczebrzeską w okresie międzywojennym. Po II wojnie światowej jej nazwę zmieniono na ul. Hanki Sawickiej, zaś w 1988 roku przywrócono poprzednią (ale na odcinku od Katedry Zamojskiej do ul. Śląskiej). Dopiero od 1990 roku w całości jest to ulica Szczebrzeska.

## Obecnie
Obecnie ulica ta jest jedną z głównych w Zamościu i na odcinku od Ronda NSZZ „Solidarność” po granicę miasta stanowi drogę krajową nr 74. Niemal równolegle do niej (południowa strona) przebiega linia kolejowa nr 72 (jeden tor), a w połowie jej długości znajduje się główna i jedyna w granicach miasta stacja kolejowa Zamość. Wiąże się z tym koncentracja po tej stronie ulicy licznych obiektów przemysłowych i usługowych, tworząc tym sposobem drugą w Zamościu dzielnicę przemysłową i magazynowo-składową jak na Os. Kilińskiego. Są tu m.in.: zakład Spomasz Zamość, sklepy Komfort, Snop oraz liczne hurtownie, stacje obsługi samochodów i komisy samochodowe. Znajdują się tu także wybrane instytucje (Prokuratura Rejonowa, Zarząd Dróg Powiatowych, ARiMR) oraz szkoły (ponadpodstawowe).
Wśród ważniejszych obiektów miasta położonych przy tej ulicy jest także Ogród Zoologiczny.
Po jej północnej stronie przeważa zabudowa mieszkalna, jednorodzinna.